# Heteralonia argentifera
Heteralonia argentifera är en tvåvingeart som först beskrevs av Walker 1849.  Heteralonia argentifera ingår i släktet Heteralonia och familjen svävflugor. Inga underarter finns listade i Catalogue of Life.